# Norrlandsspolsnäcka
Norrlandsspolsnäcka (Clausilia cruciata) är en snäckart som först beskrevs av S. Studer 1820.  Norrlandsspolsnäcka ingår i släktet Clausilia, och familjen spolsnäckor. Arten är reproducerande i Sverige.